# Океан (порноактриса)
Океа́н (фр. Océane, настоящее имя — Кристе́ль Эннема́н (фр. Christelle Henneman); род. 6 января 1975 года, Париж, Франция) — французская порноактриса.

## Биография
Сначала будущая Океан работает секретарём. В начале 1990-х годов она встречает своего будущего компаньона, Яна Скотта / Яника Шафта (Yanick Shaft). Молодая пара посещает клубы свингеров, затем с 1996 года начинает сниматься в любительских порнографических фильмах у различных режиссёров, таких, как Летиция (фр. Lætitia). Океан быстро набирает популярность, но колеблется с тем, чтобы продолжить эти занятия. Вскоре у пары появляется возможность стать профессионалами. Ян Скотт хочет сделать решительный шаг, но Океан против этого: пара переживает кризис, а затем примиряется, и они возобновляют съёмки, вместе и по отдельности.
Став профессиональной порноактрисой, Океан много снималась у таких режиссёров, как Ален Пайет (фр. Alain Payet) и Марк Дорсель, но, по большей части, в ролях второго плана. Затем работа с Фрэдом Коппулой (Fred Coppula) приносит ей славу, с такими фильмами, как Machos и особенно Niqueurs-nés, пародией на Killers, где она снялась с Яном Скоттом (Ian Scott). Океан снимается для различных студий, таких как Blue One, Elegant Angel и Private, и, как и её спутник, некоторое время путешествует по США, где она снимается примерно в сорока фильмах.
На рубеже 2000-х годов Океан настолько популярна во Франции, что у неё есть фан-клуб. В 2001 году она стала обладательницей премии Hot d’Or в номинации «лучшая французская актриса». Через несколько месяцев, во время беременности, она заканчивает свою карьеру в фильмах для взрослых, снявшись в более, чем ста фильмах.
За период работы в порноиндустрии (1995—2002 гг.) снялась более, чем в 100 фильмах для взрослых.

## Награды
- 2001 г. — Hot d’Or (лучшая французская актриса).

## Избранная фильмография
- 1995 : Triple X 5
- 1996 : Intimité violée par une femme 33
- 1998 : World Sex Tour 15
- 1998 : GangBang Girl 23
- 1998 : Gangbang Auditions 1
- 1998 : La Marionnette
- 1998 : Croupe du monde 98
- 1999 : Anal Enforcers
- 1999 : Niqueurs-nés
- 1999 : La Dresseuse
- 1999 : Machos
- 1999 : Passage à l’acte
- 1999 : Wild Wild Sex
- 2000 : Gangland 15
- 2000 : L’initiation de Joy
- 2000 : Bikes Babes And Bikinis 1
- 2000 : L’Emmerdeuse
- 2000 : Max, portrait d'un serial-niqueur
- 2000 : XYZ
- 2001 : Les Dessous de Clara Morgane
- 2001 : Projet X
- 2009 : Eject